# Сыбра йырау
Сыбра-йырау (XIV век) —  ногайский жырау XIV века, общий для ногайцев, каракалпаков, башкир, барабинских и крымских татар. У казахов известен как Сыпыра-жырау, у татар — Сафардау, у башкир — Сыбри-йырысы, у крымских татар — Сыпара-жырау. Каракалпаки считают Сыбра-йырау основателем йырауской школы.
Его поэмы не дошли до нашего времени, но их содержания сохранились в легендах «Кубыгул», «Едиге-би», «повесть Токтамыш-хана» и эпических поэмах «Ер-Таргын», «Эдиге-батыр». Казахские исследователи считают Сыбра-йырау единственным автором многих эпических поэм, дошедших от ногайских времен. В казахских легендах и поэмах йырау изображается как мудрец, стремящийся к единству народа, в образе опытного старика, прожившего до 120, или до 180 лет.
Редко к его имени добавляют эпитет «Шоьпбаслы», что значит «с тонкой головой». Предания конца XIV века рисуют его 180-летним старцем, слова которого пользовались по всей стране огромным авторитетом. Будучи крупнейшим мастером художественного слова XIV в. Сыбра становится сторонником борьбы ногайских племен с ханами Золотой орды за создание независимого государства. Сыбра считается создателем многих песен. Но до нас дошли лишь несколько поэтических монологов (толгау), которые народная память связывает с его именем. В них автор осуждает внутреннюю политику Тохтамыша и его предшественников. Вместе с тем все его симпатии на стороне тех предводителей ногайских племен, которые выступали против произвола золотоордынских ханов. В этом, надо думать, основной секрет популярности имени Сыбра среди широких народных масс. Сыбра часто фигурирует в произведениях ногайских поэтов последующих веков как патриарх ногайских певцов, как зачинатель ногайского поэтического слова. Характерная черта ногайских народных поэтов — осознание своего поэтического творчества как акта служения родному народу.